# Estação Komsomolhskaia (metro de Níjni Novgorod)
Komsomolhskaia (em russo:  Комсомольская) é uma das estações da linha Avtosavodskaia (Linha 1) do Metro de Níjni Novgorod, na Rússia. Estação «Komsomolhskaia» está localizada entre as estações «Kirovskaia» e «Avtosavodskaia».